# 金竹街道 (麻江县)
金竹街道，是中华人民共和国贵州省黔东南苗族侗族自治州麻江县下辖的一个街道办事处。
2016年1月14日，贵州省人民政府批复同意撤销杏山镇建制，新设置的金竹街道辖原杏山镇兴坪村、龙昌村、中坝村、仙坝村、六堡村、河山村，街道办事处驻兴坪村。

## 行政区划
金竹街道下辖以下地区：
隆昌中心村、仙坝中心村、兴坪中心村、河山村、中坝中心村和陆堡中心村。

## 中国传统村落
2013年8月，六堡村被评为第二批中国传统村落。